# Not alone 〜幸せになろうよ〜
「not alone 〜幸せになろうよ〜」（ノット・アローン しあわせになろうよ）は、SMAPの楽曲および配信限定シングル。2011年4月25日に着うた、5月4日に着うたフルがビクターエンタテインメントから配信された。作詞は権八成裕、作曲と編曲は菅野よう子が手がけた。
ストリングスやブラスを多く使用した楽曲で、香取慎吾主演のフジテレビ系ドラマ『幸せになろうよ』の主題歌。2011年4月以降、フジテレビ系『SMAP×SMAP』のエンディングでメンバーからの東日本大震災の義援金や支援金などの呼びかけの際にもBGMとして使われた。

## リリース・背景
元々は46枚目のシングルCDとして発売される予定であったが、2011年3月11日に発生した東日本大震災の影響で起こった電力不足や流通事情を考慮し、CD発売を取り止め配信限定でのリリースに変更された。なお、フジテレビ月曜9時枠の連続ドラマの主題歌が配信限定でリリースされた初の例となった。
着うたフルはMarching Jの活動の一環で、1ダウンロードにつき100円が東北地方太平洋沖地震の被災者へ寄付される。
2011年8月17日に発売されたアルバム『SMAP AID』で、初CD化となった。
PVは制作されていないが、『幸せになろうよ』のDVD-BOXの特典Discには本作のスペシャルPVが制作された。

## 評価
レコチョクが2011年に発表したユーザー投票による「春ドラマ主題歌人気曲ランキング」で1位を獲得した。
アルバム『SMAP AID』の収録曲を決めるファン投票において3位を獲得し、同作を以て初CD化となった。

## シングル収録曲
| #         | タイトル                                                                     | 作詞      | 作曲       | 編曲       | 時間 |
| --------- | ---------------------------------------------------------------------------- | --------- | ---------- | ---------- | ---- |
| 1.        | 「not alone 〜幸せになろうよ〜」(フジテレビ系ドラマ『幸せになろうよ』主題歌) | 権八成裕  | 菅野よう子 | 菅野よう子 | 4:18 |
| 合計時間: | 合計時間:                                                                    | 合計時間: | 合計時間:  | 合計時間:  | 4:18 |

## テレビ出演
not alone 〜幸せになろうよ〜
- 『SMAP×SMAP』（2011年4月18日、関西テレビ・フジテレビ）
この回の音楽コーナー「S-Live」でテレビ初披露。
- 『SMAP×SMAP』（2011年4月25日、関西テレビ・フジテレビ）
この回の音楽コーナー「S-Live」でテレビ披露。
- 『ミュージックステーション』（2011年5月6日、テレビ朝日）[7]
- 『SMAP×SMAP』（2011年5月16日、関西テレビ・フジテレビ）
この回の音楽コーナー「S-Live」で観月ありさとのコラボレーション。伝説の少女、ALISA IN WONDERLAND、Will Loveと共にテレビ披露。
- 『SMAP×SMAP』（2011年5月23日、関西テレビ・フジテレビ）
この回の音楽コーナー「S-Live」でテレビ披露。
- 『第62回 NHK紅白歌合戦』（2011年12月31日、NHK）この回の音楽コーナー「SMAP AID 紅白SP」で披露[8]

## チャート成績

### 週間チャート
| チャート (2011年)    | 最高位 |
| -------------------- | ------ |
| 日本 (Japan Hot 100) | 8      |
| 日本 (RIAJ)          | 1      |

### 年間チャート
| チャート (2011年) | 順位 |
| ----------------- | ---- |
| 日本 (RIAJ)       | 68   |